# ديفيد شو (لاعب هوكي جليد)
ديفيد شو هو لاعب هوكي جليد كندي، ولد في 25 مايو 1964 في سانت توماس في كندا.

## وصلات خارجية
- ديفيد شو على موقع دوري الهوكي الوطني (الإنجليزية)
- ديفيد شو على موقع EliteProspects.com (الإنجليزية)
- ديفيد شو على موقع HockeyDB.com (الإنجليزية)
- ديفيد شو على موقع Hockey-Reference.com (الإنجليزية)